# Zhangzi
Zhangzi (长子县,  Zhǎngzǐ Xiàn) ist ein chinesischer Kreis der bezirksfreien Stadt Changzhi der Provinz Shanxi. Die Fläche beträgt 1.033 Quadratkilometer und die Einwohnerzahl 298.690 (Stand: Zensus 2020). 1999 zählte Zhangzi 341.288 Einwohner.
Der Faxing-Tempel (Faxing si 法兴寺), der Chongqing-Tempel (Chongqing si 崇庆寺) und der Tianwang-Tempel (Tianwang si 天王寺) stehen auf der Liste der Denkmäler der Volksrepublik China.